# Dihydrostreptomycin
Dihydrostreptomycin là một dẫn xuất của streptomycin có đặc tính diệt khuẩn. Đây là một loại kháng sinh bán tổng hợp aminoglycoside được sử dụng trong điều trị bệnh lao.
Thuốc hoạt động bằng cách liên kết không thể đảo ngược protein S12 trong tiểu đơn vị ribosome 30S của vi khuẩn, sau khi được vận chuyển tích cực qua màng tế bào, gây cản trở phức hợp khởi đầu giữa mRNA và ribosome của vi khuẩn. Điều này dẫn đến việc tổng hợp bị lỗi các protein không chức năng, dẫn đến tế bào vi khuẩn bị chết.
Thuốc có tác dụng phụ gây độc tai, đây là lý do tại sao nó không còn được sử dụng trên người.